# Euphaedra dargeana
Euphaedra dargeana är en fjärilsart som beskrevs av Jacques Hecq 1980. Euphaedra dargeana ingår i släktet Euphaedra och familjen praktfjärilar. Inga underarter finns listade i Catalogue of Life.